# 阿蒂尔·德艾纳
阿蒂尔·德艾纳（法語：Arthur Dehaine，1932年6月20日—2020年5月24日），法国政治人物，前法國國民議會议员。

## 生平
1932年生于桑利斯。从事会计工作。1976年补选为瓦兹选区國民議會议员。1974年至2008年，任桑利斯市长。2020年5月24日逝世。

## 荣誉
- 法國榮譽軍團騎士勳章（2002年）[3]